# Morgaushsky (huyện)
Huyện Morgaushsky (tiếng Nga: ? райо́н) là một huyện hành chính tự quản (raion), của Chuvashia, Nga. Huyện có diện tích 845 km², dân số thời điểm ngày 1 tháng 1 năm 2000 là 37200 người. Trung tâm của huyện đóng ở Morgaushy.